# Nöttjärnen (Fors socken, Jämtland)
Nöttjärnen är en sjö i Ragunda kommun i Jämtland och ingår i Indalsälvens huvudavrinningsområde. Sjön har en area på 0,112 kvadratkilometer och ligger 297,1 meter över havet.

## Delavrinningsområde
Nöttjärnen ingår i det delavrinningsområde (698087-154976) som SMHI kallar för Utloppet av Återsjön. Medelhöjden är 323 meter över havet och ytan är 8,89 kvadratkilometer. Räknas de 6 avrinningsområdena uppströms in blir den ackumulerade arean 84,73 kvadratkilometer. Kvarnån (Norrån) som avvattnar avrinningsområdet har biflödesordning 2, vilket innebär att vattnet flödar genom totalt 2 vattendrag innan det når havet efter 84 kilometer. Avrinningsområdet består mestadels av skog (76 procent). Avrinningsområdet har 0,67 kvadratkilometer vattenytor vilket ger det en sjöprocent på 6,5 procent.